# Pariški klub
Pariški klub (fr. Club de Paris) skupina je glavnih zemalja vjerovnika koja ima za cilj osigurati održiv način rješavanja problema s dugom u zemljama dužnicima. Njegov nastanak, što je bio prvi neslužbeni sastanak, datira iz 1956. godine, kada je Argentina pristala održati sastanak sa svojim javnim vjerovnicima.
Pariški klub bavi se javnim potraživanjima (tj. ona koja duguju vlade zemalja dužnika i privatni sektor), za koja javni sektor jamči članicama Pariškog kluba. Sličan proces se provodio i za javni dug privatnih vjerovnika u Londonskom klubu, koji je organiziran 1970. godine po uzoru na Pariški klub kao neformalna skupina tržišnih banaka koje ponovno pregovaraju o dugu koji imaju prema suverenim dužnicima (zemljama kojima su davale kredite) koji više nisu bile u mogućnosti otplatiti.
Zemlje vjerovnici sastaju se otprilike deset puta godišnje na „Tour d'Horizon” i pregovaračkim sesijama. Kako bi se olakšalo poslovanje Pariškog kluba, francusko Ministarstvo financija osigurava malo tajništvo, a ravnatelj francuskog Ministarstva financija djeluje kao predsjedatelj.
Pariški klub je do danas postigao 478 sporazuma sa 102 zemlje dužnice za reprogramiranje otprilike 600 milijardi dolara.[nedostaje izvor]